# Ștefănești (okręg Vâlcea)
Ștefănești – wieś w Rumunii, w okręgu Vâlcea, w gminie Măciuca. W 2011 roku liczyła 59 mieszkańców.